# Titre d'identité républicain en France
Pour les articles homonymes, voir Tir (homonymie).
Le titre d'identité républicain (TIR) est un ancien document permettant aux mineurs nés en France de parents étrangers et résidant de façon régulière sur le territoire de prouver leur identité et de voyager librement, sans visa, à l'intérieur de l'espace Schengen. Ce titre a existé entre 1998 et 2019.

## Histoire
Le titre d'identité républicain a été créé sous le gouvernement Jospin par la loi no 98-170 du 16 mars 1998 relative à la nationalité, et son décret d'application no 98-721 du 20 août 1998.
Ces dispositions ont été codifiées en 2005 et 2006 aux articles L321-3 et D321-9 à D321-15 du code de l'entrée et du séjour des étrangers et du droit d'asile (CESEDA).
Depuis le 1er mars 2019, le titre d'identité républicain n'est plus délivré, supprimé par la loi no 2018-778 du 10 septembre 2018 dite loi Asile et immigration, et son décret d'application no 2019-151 du 28 février 2019,.

## Modalités
L'article L321-3 du code de l'entrée et du séjour des étrangers et du droit d'asile disposait : « Sur présentation du livret de famille, il est délivré à tout mineur né en France, de parents étrangers titulaires d'un titre de séjour, un titre d'identité républicain. »
Toutefois, un extrait d'acte de naissance du mineur avec filiation pouvait remplacer le livret. D'autres justificatifs étaient exigés, ainsi que le paiement d'un timbre fiscal de 45 euros.
Le titre d'identité républicain devait être restitué en cas d'acquisition de la nationalité française.